# Billy Laughlin
William Robert „Billy“ Laughlin (* 5. Juli 1932 in San Gabriel, Kalifornien; † 31. August 1948 in La Puente, Kalifornien) war ein US-amerikanischer Filmschauspieler.

## Leben
Billy Laughlin litt zeitlebens unter seinem Schielen, so dass er auf eine Brille angewiesen war, die später zum Teil sein Markenzeichen werden sollte. Da er oft von Kindern aus der Nachbarschaft verspottet wurde, und Laughlins Mutter das Selbstvertrauen ihres Sohnes stärken wollte, ermöglichte sie ihm im Alter von acht Jahren die Teilnahme an einem Casting.
Mit dem 10-minütigen Kurzfilm The New Pupil aus dem Jahr 1940 – einer Episode der Kleinen Strolche – gab Laughlin sein Debüt als Schauspieler. Wegen seiner Brille aber mehr noch wegen seiner markanten Stimme erhielt er bald den Spitznamen Froggy, der zuletzt in 30 solcher Kurzfilme mitwirkte. Sein Bruder, Mickey, folgte Billy und stand neben ihm ebenfalls in Episoden der Kleinen Strolche vor der Kamera. Nachdem Laughlin 1944 in Dancing Romeo seinen letzten Little Rascals-Film gedreht hatte, erfolgte im selben Jahr der Dreh zu seinem einzigen abendfüllenden Spielfilm. In Johnny Doesn’t Live Here Anymore traf Laughlin unter anderem auf Stars wie Robert Mitchum und Simone Simon.
Trotz des Erfolgs ihres Sohnes entschlossen sich Laughlins Eltern, dass er zuerst die Schule beenden solle, und nahmen ihn 1944 vom Filmset. Danach genoss Laughlin das unspektakuläre Leben eines Jugendlichen.
Es war der letzte Augusttag 1948, als Billy und einer seiner Freunde auf einem Motorroller Zeitungen zustellten, um sich die Kasse etwas aufzubessern. Ein Lastkraftwagen, der offenkundig mit überhöhter Geschwindigkeit unterwegs war, traf das Fahrzeug der Jungen von hinten, und schleuderte beide auf die Straße. Billy Laughlin war auf der Stelle tot – im Alter von erst 16 Jahren. Sein Freund überlebte den Unfall mit leichten Verletzungen.